# Estació de les Valls
Les Valls és una estació de la línia C-6 de la xarxa de Rodalies Renfe de València que dona servei a les poblacions de Faura i Benifairó de les Valls, situada al terme municipal de Sagunt a la comarca del Camp de Morvedre de la província de València.
L'estació es troba a la línia del Corredor Mediterrani, per la qual cosa passen molts trens de llarg recorregut sense parar.
| Procedència/Destinació     | <      | Línia | >        | Procedència/Destinació |
| -------------------------- | ------ | ----- | -------- | ---------------------- |
| Rodalies València de Renfe |        |       |          |                        |
| València-Nord              | Sagunt | C-6   | Almenara | Castelló de la Plana   |